# Urbancrest, Ohio
Urbancrest là một làng thuộc quận Franklin, tiểu bang Ohio, Hoa Kỳ. Năm 2010, dân số của làng này là 960 người.